# Jiamusi
Jiamusi ou Kiamusze (佳木斯) é uma cidade da província de Heilongjiang, na China. Localiza-se no leste da província. Tem cerca de 854 mil habitantes. Foi fundada no início do século XX.